# Comunitat de comunes Loira i Sillon
La Comunitat de comunes Loira i Sillon (en bretó Kumuniezh-kumunioù al Liger hag an Erv) és una estructura intercomunal francesa, situada al departament del Loira Atlàntic a la regió País del Loira però a la Bretanya històrica. Té una extensió de 209,93 kilòmetres quadrats i una població de 23.310 habitants (2010).

## Composició
Agrupa 8 comunes :
1. Bouée
2. Campbon
3. La Chapelle-Launay
4. Lavau-sur-Loire
5. Malville
6. Prinquiau
7. Quilly
8. Savenay